# Guinea Ecuatorial en el Festival de la OTI
La breve presentación de Guinea Ecuatorial en el Festival de la OTI tuvo lugar en su vigésima primera edición que tuvo lugar en la ciudad española de Valencia en 1992. En dicha ocasión el representante del debut y despedida de la televisión africana en la OTI fue Baltasar Nsue (16 años después, en 2008 su hijo Óscar participaría del programa Hijos de Babel, de la TVE), quien tuvo como coro al destacado dúo de su país Hijas del Sol, con las que interpretó "Canto a la fraternidad", con la cual no obtuvo figuración alguna, pese a lo novedoso del tema, al ser una canción de ritmos étnicos. 
Como resulta evidente, Guinea Ecuatorial tampoco alcanzó a organizar ninguna edición del festival, aun cuando sigue perteneciendo a la Organización de Televisión Iberoamericana.

## Participaciones de Guinea Ecuatorial en el Festival de la OTI
| Año      | Sede     | Artista                           | Canción                | Director orquesta | Posición | Pts |
| -------- | -------- | --------------------------------- | ---------------------- | ----------------- | -------- | --- |
| OTI 1992 | Valencia | Baltasar Nsue y Las Hijas del Sol | Canto a la fraternidad | José Fabra        |          |     |